# Takieddin el-Solh

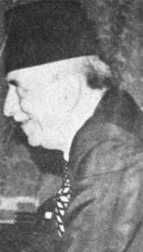
Takieddin el-Solh, 1975

Takieddin el-Solh (còn gọi là Takieddin Solh hoặc Takieddin as-Solh) (sinh năm 1908 ở Sidon, Đế quốc Ottoman – mất ngày 27 tháng 11 năm 1988 ở Paris, Pháp) là một chính trị gia người Liban, được bổ nhiệm làm thủ tướng thứ 23 của nước Cộng hòa Liban từ năm 1973 đến năm 1974 và một lần nữa vào năm 1980.
El-Solh, một tín đồ Hồi giáo Sunni, là một nghị sĩ đại diện cho thung lũng Beqaa từ năm 1957-1960 và 1964-68. Từ năm 1964 đến năm 1965, ông là bộ trưởng nội vụ trong chính phủ của thủ tướng Hussein al-Oweini. Năm 1973, el-Solh được tổng thống Suleiman Frangieh bổ nhiệm làm thủ tướng và Bộ trưởng Tài chính. Ông là thủ tướng đến năm 1974, sau khi Rachid Solh kế nhiệm ông. Tháng 7 năm 1980, tổng thống Elias Sarkis yêu cầu el-Solh thành lập chính phủ, nhưng ông không làm được và từ chức vào tháng 10.
Vợ ông là Fadwa Barazi El-Solh.
Thủ tướng Takieddin nổi tiếng là một người có trí tuệ và uy tín cao và được xem là một trong những thủ tướng tốt nhất. Ông đã từng đối mặt với sự phản đối của người Syria và phải rời khỏi Liban. Ông đã trải qua những ngày cuối cùng của cuộc đời mình ở Paris.